# Louise-Victorine Ackermann
Louise-Victorine Ackermann, pseudônimo de Louise-Victorine Choquet (Paris, 30 de novembro de 1813 – Nice, 2 de agosto de 1890) foi uma escritora francesa.

## Vida
Ackermann nasceu em Paris, mas passou sua juventude em arredores mais rurais perto de Montdidier, a sudeste de Amiens. Em 1829, seu pai, tendo empreendido sua educação inicial, na filosofia dos enciclopedistas, mandou-a para a escola em Paris.

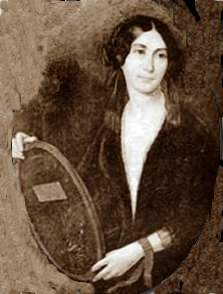
Louise-Victorine Ackermann

Em 1838, Victorine Choquet foi a Berlim para estudar alemão e lá se casou com Paul Ackermann, um filólogo da Alsácia, em 1843. Após pouco mais de dois anos de feliz vida de casado, seu marido morreu, e Madame Ackermann foi morar em Nice com um favorito irmã. Em 1855, publicou Contes en vers e, em 1862, Contes et poésies.
Muito diferente desses contos simples e charmosos é o trabalho no qual repousa a verdadeira reputação de madame Ackermann. Publicou em 1874 Poésies, premières poesies, poesies philosophiques, um volume de versos sombrios e poderosos, expressando sua revolta contra o sofrimento humano. O volume foi entusiasticamente resenhado na Revue des deux mondes de maio de 1871 por Elme Marie Caro, que, embora reprovasse a impiété désespérée dos versos, fez plena justiça ao seu vigor e à excelência da sua forma.
Logo após a publicação deste volume, Madame Ackermann voltou para Paris, onde reuniu um círculo de amigos, mas não publicou nada além de um volume em prosa, o Pensées d'un solitaire ("Pensamentos de um Recluso", 1883). Ela morreu em Nice em 2 de agosto de 1890.

## Trabalhos publicados
Trabalhos publicados de Louise Ackermann conforme citados por An Encyclopedia of Continental Women Writers.
- Contes et Poésues, 1862.
- Le Deluge, 1876.
- Pensées d'une Solitaire, Precédées d'une Autobiographie, 1882.
- Oeuvres, 1885.
- Ma Vie, 1885.
- Premiére Poésies, 1885.
- Poésies Philosophiques, 1885.
- Contes, 1955.
- Poésies Philosophiques, 1971.